# Вторичная моча
Вторичная моча — жидкость, образующаяся в почках после удаления из первичной мочи избытков воды, ценных для организма минеральных солей и органических веществ. Именно вторичная моча собирается в мочеточники, затем в мочевой пузырь и выводится в окружающую среду.
Объём вторичной мочи в организме человека составляет 1-1,5 литра в сутки. Вторичная моча состоит из воды, солей, мочевины, мочевой кислоты, аммиака. Также там присутствуют фосфаты и сульфаты.
Реабсорбция веществ из первичной мочи зависит от их концентрации в данное время. Так, например, если в крови глюкоза находится в избытке (свыше 0,15-0,18 %), то часть глюкозы из первичной мочи не всасывается обратно, а выводится наружу с мочой. Наоборот, например, при недостатке поваренной соли в пище, выведение её с мочой почти прекращается. Для каждого вещества существует определённый предел их концентрации в крови, выше которого они не могут полностью реабсорбироваться в канальцах. Этот предел называют порогом выведения. Однако некоторые вещества являются беспороговыми, так как они не подвергаются реабсорбции даже при очень малом содержании в крови. К ним относится мочевина, сульфаты, креатинин.

## Образование мочи

### Образование первичной мочи
В связи с тем, что в капиллярах клубочков почечного тельца давление крови велико (примерно 70 мм рт. ст.), что обусловлено различием в диаметрах приносящей и выносящей артериолы, сквозь однослойные клетки этих капилляров происходит фильтрация составных частей крови. Они проникают в щелевидную полость, находящуюся между обоими слоями капсулы. Так образуется первичная моча. Как показали исследования, её состав очень близок к составу кровяной плазмы. В первичной моче содержится примерно 0,1 % глюкозы, 0,3 % ионов натрия, 0,37 % ионов хлора, 0,02 % ионов калия, 0,03 % мочевины. Однако такие вещества, как белки, жиры и гликоген не способны проникать сквозь стенки капилляров в клубочки капсулы, что обусловлено их большими размерами.

### Образование вторичной мочи
Первичная моча поступает из капсул в почечные канальцы. Здесь совершается важнейший процесс — обратное всасывание ряда составных частей первичной мочи в кровь, текущую по капиллярной сети и оплетающей эти канальцы. Это происходит вопреки закономерностям диффузии. Так, несмотря на равенство концентрации глюкозы в первичной моче и плазме крови, этот моносахарид полностью переходит из почечных канальцев в кровь. Аналогичная картина наблюдается и при обратном всасывании в кровь других составных частей первичной мочи. Обратное всасывание происходит благодаря активной деятельности эпителиальных клеток, образующих почечные канальцы.
В результате из 150—170 л первичной мочи в течение суток образуется всего около 1,5 л вторичной мочи.
Состав мочи подвержен колебаниям в зависимости от того, какие вещества находятся в плазме крови в избыточном количестве. Это происходит под влиянием нервных и гуморальных механизмов. Так, когда увеличивается концентрация солей в плазме крови, повышается её осмотическое давление. Это раздражает особые рецепторы, называемые осморецепторами. Под влиянием раздражения осморецепторов усиливается выделение одного из гормонов гипофиза — антидиуретического гормона. Приносимый кровью в почку, этот гормон усиливает обратное всасывание воды из первичной мочи. И вторичная моча становится более концентрированной, благодаря чему из организма удаляется много солей при небольшой потере воды. А когда увеличивается содержание воды в крови, например, вследствие обильного питья, количество антидиуретического гормона уменьшается, что приводит к уменьшению обратного всасывания воды из первичной мочи. Тогда вторичная моча становится менее концентрированной и организм избавляется от избытка воды.
Выведение мочи из почек
Образовавшаяся в почках моча из почечных чашечек поступает в мочеточники. По мочеточникам моча по капле проводится в мочевой пузырь, где она накапливается до наполнения пузыря. Опорожнение мочевого пузыря происходит рефлекторно. При накоплении в мочевом пузыре мочи в количестве до 250—300 мл накопившаяся моча начинает давить на стенки мочевого пузыря и появляется позыв к мочеиспусканию. Возникшие в рецепторах стенок пузыря нервные импульсы направляются в центр мочеиспускания, расположенный в крестцовом отделе спинного мозга. Высшие центры также находятся в лобных долях полушарий большого мозга, они также регулируют процесс мочеиспускания.
У новорожденного мочеточники имеют извилистый ход. Длина мочеточника достигает 5-7 см. К 4 годам длина его увеличивается до 15 см. Мышечная оболочка в раннем детском возрасте развита слабо.
Мочевой пузырь у новорожденных веретенообразный, у детей первых лет жизни — грушевидный. В период второго детства (8-12 лет) мочевой пузырь яйцевидный. Вместимость мочевого пузыря у новорожденных 50-80 мл, к 5 годам 180 мл, а после 12 лет — 250 мл. У новорожденного циркулярный мышечный слой в стенах пузыря выражен слабо, слизистая оболочка развита хорошо. Верхушка мочевого пузыря у новорожденных достигает половины расстояния между пупком и лобковым симфизом. В возрасте 1-3 лет дно мочевого пузыря расположено на уровне верхнего лобкового симфиза. У подростков дно пузыря находится на уровне середины, а в юношеском возрасте — на уровне нижнего края лобкового симфиза. В дальнейшем происходит опускание дна мочевого пузыря, в зависимости от состояния мышц мочеполовой диафрагмы.
Почки детей отличаются от почек взрослых размерами и массой. Они относительно больше — у новорожденных их масса составляет примерно 1/100 — 1/125 массы тела, а у взрослых — 1/200 — 1/225.
Почки с возрастом растут и развиваются, наиболее интенсивно этот процесс протекает на первом году жизни.
В течение первого года жизни мочеиспускание непроизвольное. В дальнейшем по мере созревания центральных нервных регуляторных механизмов и воспитания акт мочеиспускания становится произвольным. Однако у некоторых детей сохраняется ночное недержание мочи. Это явление может быть обусловлено нерациональным режимом жизни ребёнка: еда перед сном, обилие жидкости, ненормальный сон. При проведении соответствующих гигиенических мероприятий можно прекратить ночное недержание мочи. Но эти явления могут быть и следствием нарушения нервно-психической сферы ребёнка. В этом случае ребёнок должен пройти курс лечения по указанию специалиста.